# Corniger
Corniger is een geslacht van straalvinnige vissen uit de familie van eekhoorn- en soldatenvissen (Holocentridae).

## Soort
- Corniger spinosus Agassiz, 1831